# Mariners' Church
La Mariners' Church (Chiesa dei marinai) è una storica chiesa protestante di Detroit, una delle più antiche del Michigan.

## Storia
La Mariners' Church venne fondata nel 1842 secondo le volontà testamentarie di Julia Anderson, proprietaria terriera che in punto di morte donò il lotto di terra all'interno di Detroit su cui sorgeva la sua casa per permettere l'edificazione della chiesa. L'edificio, inizialmente in legno e sito in Woodward Avenue, venne poi trasferito nel 1955 in East Jefferson Avenue, dove si trova tuttora, per impedire che venisse abbattuto in seguito ai nuovi piani urbanistici della città di Detroit. La campagna mediatica risultante in sostegno della chiesa fu talmente intensa da farla comparire anche sulla rivista Life.
La Mariner's Church, fondata per fornire alla folta comunità marinaresca dei Grandi Laghi un luogo di culto adeguato, inizialmente non apparteneva ad alcuna fede specifica, permettendo quindi a tutti i fedeli di usufruirne. In seguito la parrocchia si affiliò all'anglicanesimo, ma ancora oggi non impedisce l'accesso ad appartenenti ad altre fedi protestanti. Prima della guerra civile americana faceva parte della Ferrovia Sotterranea, ed era per questo una tappa per gli schiavi afroamericani fuggitivi che dal Profondo Sud si rifugiavano in Canada. Durante i lavori di trasferimento della chiesa nel 1955, venne scoperto nei suoi sotterranei un tunnel murato, che serviva agli schiavi per arrivare inosservati alle rive del lago Michigan, dove traghettatori compiacenti li conducevano in Canada.
Negli anni 1980 la Chiesa episcopale tentò di incorporare la parrocchia della Mariners' Church all'interno della propria giurisdizione religiosa, ma i parrocchiani le fecero causa e riuscirono a mantenere l'indipendenza della chiesa. Data la comunità che serve, la chiesa tiene regolarmente delle funzioni in ricordo dei morti e dei dispersi in mare. La Mariners' Church è stata quindi immortalata nella canzone di Gordon Lightfoot The Wreck of the Edmund Fitzgerald (dove è chiamata, per motivi lirici, Maritime Sailors' Cathedral), in seguito all'iniziativa ininterrotta che si tiene dal 1975 ogni 11 novembre (o, all'occorrenza, nel primo giorno festivo disponibile), quando la campana della chiesa suona 29 volte in memoria delle vittime del naufragio della nave cargo Edmund Fitzgerald.